# St. Ulrich (Schützingen)

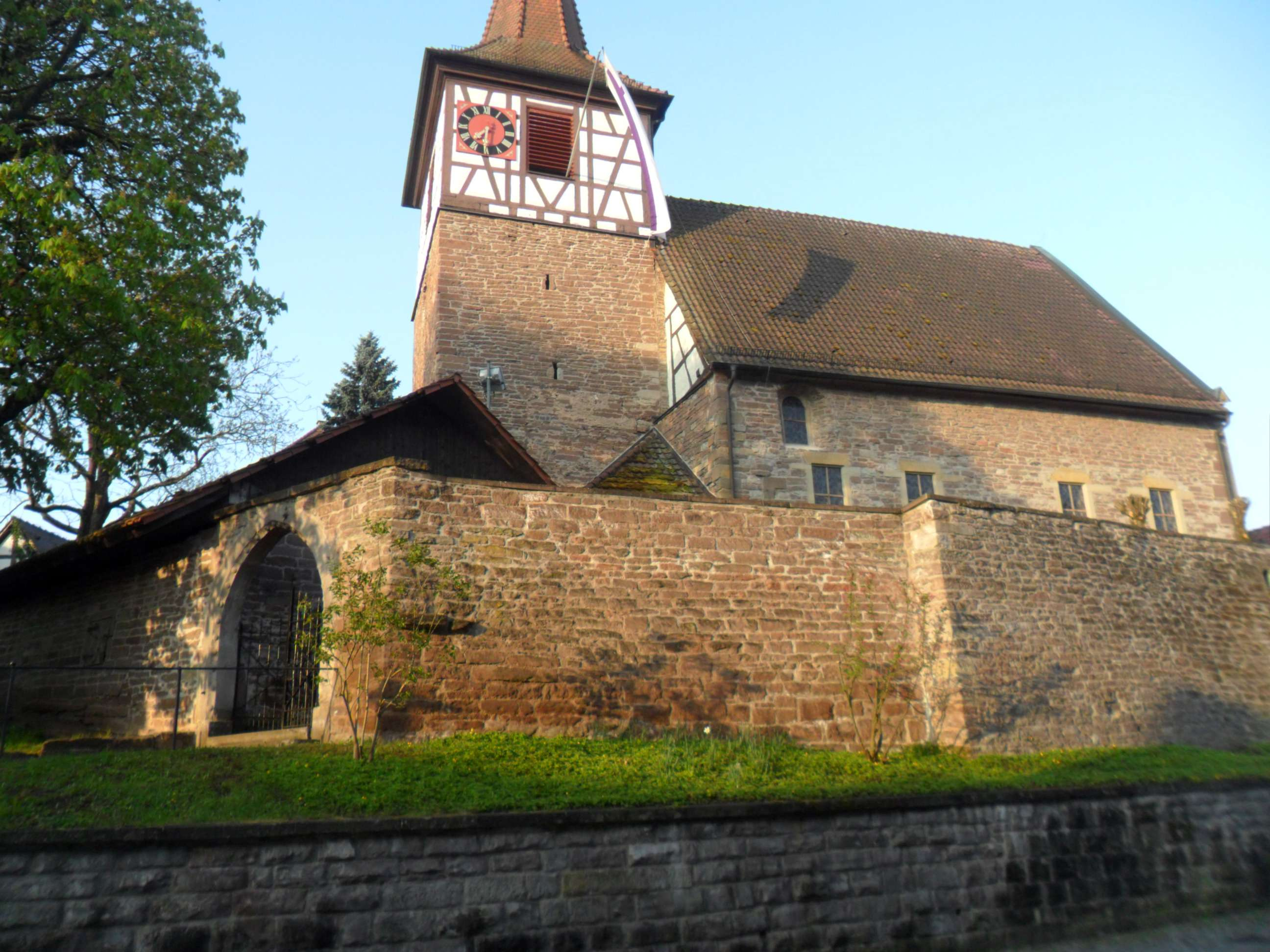
St. Ulrich in Schützingen

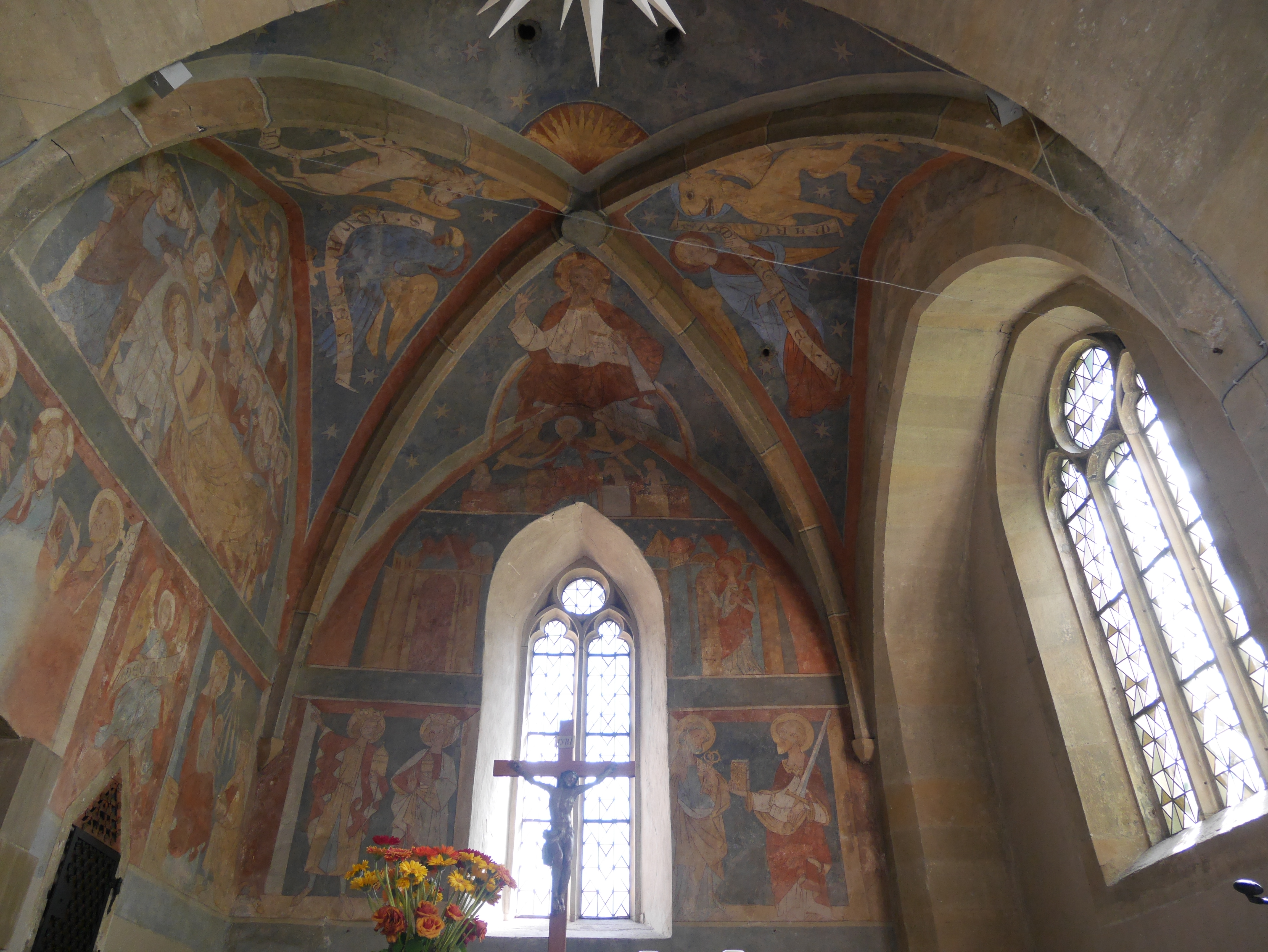
Innenansicht des Chors

Die evangelische Pfarrkirche St. Ulrich steht in Schützingen, einem Ortsteil der Gemeinde Illingen im Enzkreis in Baden-Württemberg. Das Bauwerk ist beim Landesamt für Denkmalpflege Baden-Württemberg als Baudenkmal eingetragen. Die Kirchengemeinde gehört zum Kirchenbezirk Mühlacker der Evangelischen Landeskirche in Württemberg.
Die Kirche wurde von der Denkmalstiftung Baden-Württemberg zum „Denkmal des Monats April 2024“ ernannt.

## Beschreibung
Die gotische Saalkirche wurde aus Bruchsteinen erbaut. Sie besteht aus einem Langhaus und einem frühgotischen Chorturm im Osten, der von einer vor 1300 errichteten Wehrkirche stammt. Ihm wurde ein Geschoss aus Holzfachwerk für den Glockenstuhl mit drei Kirchenglocken aufgesetzt, das einen achtseitigen, spitzen Helm trägt.
Im Innenraum des kreuzrippengewölbten Chors, also im Erdgeschoss des Chorturms, befinden sich Wandmalereien, auf denen u. a. das Jüngste Gericht dargestellt ist. Auf der Empore im Westen steht seit 1970 eine von Richard Rensch gebaute Orgel, die ursprünglich für die Kilianskirche in Heilbronn gebaut wurde.